# Slaves' Graves and Ballads
Slaves' Graves and Ballads es el tercer álbum de estudio de la banda estadounidense de rock experimental Dirty Projectors. Es una combinación de dos grabaciones diferentes tituladas Slaves' Graves y Ballads, de ahí el nombre de la combinación LP de los dos. Las dos sesiones tienen sonidos drásticamente diferentes: la primera presenta al líder y guitarrista David Longstreth acompañado por una orquesta de cámara llamada The Orchestral Society for the Preservation of the Orchestra; el segundo presenta a Dave y su guitarra grabado por Adam Forkner. En este lanzamiento, las pistas 1-7 incluyen las canciones de Slaves' Graves, mientras que las pistas 8-14 constituyen Ballads.

## Lista de canciones
Todas las canciones escritas y compuestas por David Longstreth. 
| N.º | Título                                | Duración |  |
| 1.  | «Somberly, Kimberly»                  | 1:22     |  |
| 2.  | «On the Beach»                        | 3:40     |  |
| 3.  | «(Throw On) The Hazard Lights»        | 4:11     |  |
| 4.  | «Slaves' Graves»                      | 3:03     |  |
| 5.  | «Grandfather's Hanging»               | 3:31     |  |
| 6.  | «We Are Swaddled»                     | 1:25     |  |
| 7.  | «Hazard Lights (Reprise)»             | 2:02     |  |
| 8.  | «A Labor More Restful»                | 3:41     |  |
| 9.  | «Unmoved»                             | 3:01     |  |
| 10. | «Ladies, You Have Exiled Me»          | 2:54     |  |
| 11. | «Because Your Light Is Turning Green» | 3:15     |  |
| 12. | «Obscure Wisdom»                      | 1:34     |  |
| 13. | «This Weather»                        | 2:27     |  |
| 14. | «Since I Opened»                      | 3:19     |  |